# أوتو فروندليتش
أوتو فرونديش (10 يوليو 1878 – 9 مارس 1943) رسامًا ونحاتًا ألمانيًا من أصل يهودي. جزء من الجيل الأول من رسام الفن التجريدي في الفن الغربي، كان فرونديش معجبا كبيرا بالفن النكعيبي. 

## حياته

Selbstportrait (صورة ذاتية)، 1918

ولد فرونديش في ستولب، مقاطعة بوميرانيا، بروسيا. كانت والدته ابن عم الكاتب الأول صموئيل لوبلينسكي. درس أوتو طب الأسنان قبل أن يقرر أن يصبح فنانًا. ذهب إلى باريس عام 1908، حيث عاش في مونتمارتر في باتو لافوار بالقرب من بابلو بيكاسو وبراك وغيرهم. في عام 1914 عاد إلى ألمانيا. بعد الحرب العالمية الأولى، أصبح نشطًا سياسيًا كعضو في مجموعة نوفمبر. في عام 1919، قام بتنظيم أول معرض دادا في كولونيا مع ماكس إرنست ويوهانس ثيودور بارجلد. في عام 1925، انضم إلى مجموعة Abstraction-Création. 

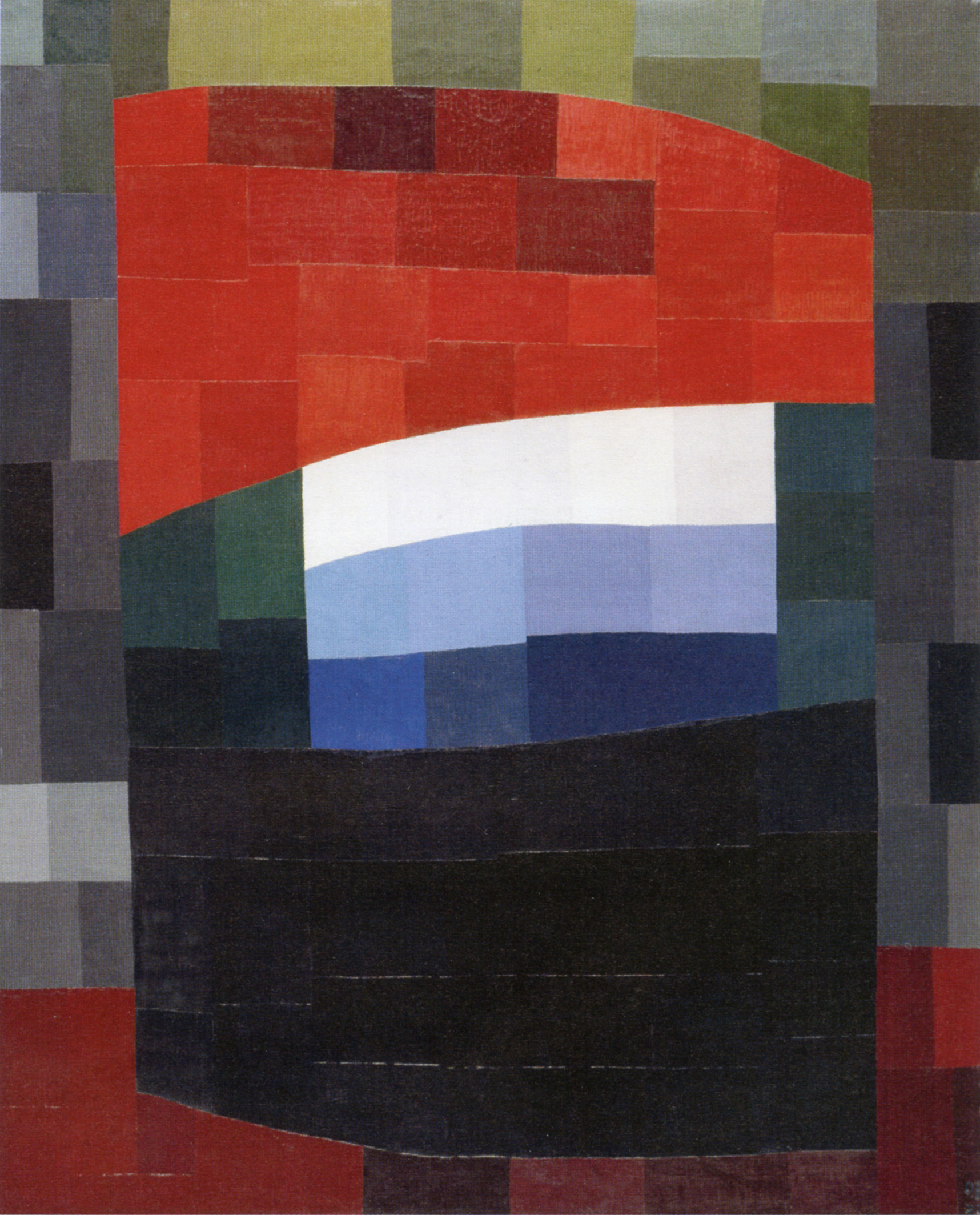
مين روتر هيمل، 1933

بعد عام 1925، عاش فروندليتش وعمل بشكل رئيسي في فرنسا. في ألمانيا، أدان النازيون أعماله على أنها منحطة وتمت إزالتها من العرض العام. تم الاستيلاء على بعض الأعمال وعرضها في المعرض النازي سيء السمعة للفن المتدهور بما في ذلك نحته الضخم دير نيو مينش (الإنسان الجديد) الذي تم تصويره بشكل فظيع واستخدام كرسوم توضيحية لكتالوج المعرض. لم يتم استرداد دير نيو مينش مطلقًا ويفترض أنه تم تدميره. تم العثور على واحدة من منحوتاته في حفريات في برلين وعرضت في متحف برلين الجديد.  
أثناء وجوده في باريس، أصبح عضوًا في اتحاد الفنانين Allemandes Libres.
انتقل إلى فرنسا عام 1924، وخلال الاحتلال انتقل مع زوجته إلى جبال البرانس. تم اعتقال فرويندليتش من قبل سلطات فيشي لكنه أطلق سراحه لفترة من الوقت بعد تدخل بابلو بيكاسو. في عام 1943 تم القبض عليه وترحيله إلى معسكر تركيزانيك، حيث قتل في يوم وصوله. 

## فيلم وثائقي
على الرغم من أن أوتو فروندليتش قد تم تجاهله إلى حد كبير منذ أن قام النازيون بتشويه سمعته، فقد[وصلة مكسورة] تم إصدار فيلم وثائقي Das Geht Nur Langsam (It Takes Time)[وصلة مكسورة] في عام 2012. يتتبع الفيلم رؤيته لبناء شوارع منحوتات تمر عبر أوروبا ترمز إلى أفكاره المثالية لمجتمع عالمي. 